# Mireille d’Ornano

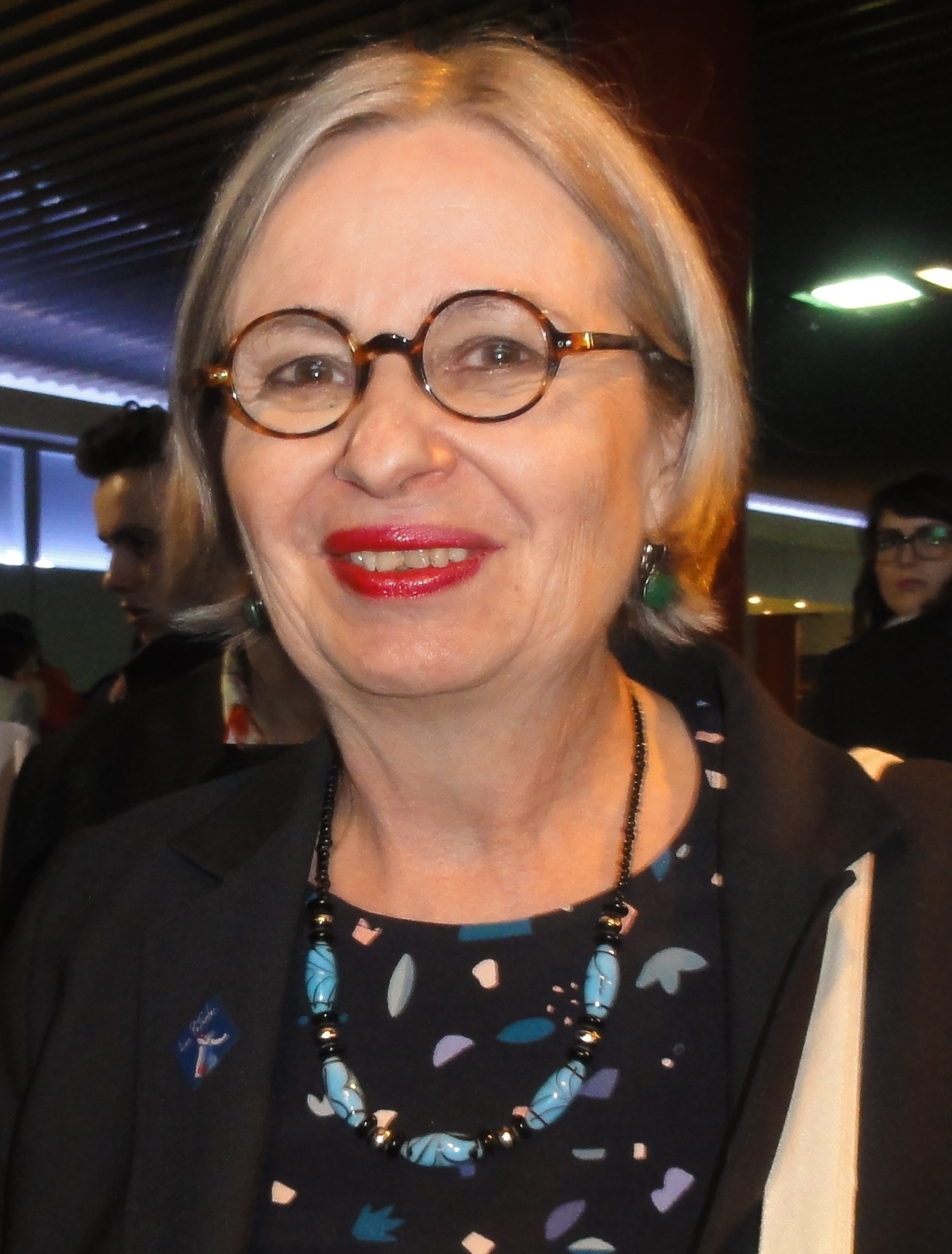
2018

Mireille d’Ornano (* 29. Juni 1951 in Angoulême) ist eine französische Politikerin von Les Patriotes (zuvor Front National). Sie war von 2014 bis 2019 Abgeordnete im Europäischen Parlament. Dort war sie Mitglied im Ausschuss für Umweltfragen, öffentliche Gesundheit und Lebensmittelsicherheit, in der Delegation für die Beziehungen zu den Ländern Mittelamerikas und in der Delegation in der Parlamentarischen Versammlung Europa-Lateinamerika.